# Alonzo B. Cornell
Alonzo Barton Cornell (født 22. januar 1832 i Ithaca, New York, død 15. oktober 1904 samme sted) var en amerikansk republikansk politiker. Han var den syvogtyvende guvernør i New York 1880-1882.
Han var søn til Ezra Cornell som grundlagde Cornell University. Alonzo B. Cornell giftde sig 9. november 1852 med Ellen A. Covert. Parret fik fire sønner.
Cornell var formand for republikanerne i delstaten New York 1870-1878. Han har haft indflydelse på valget af Rutherford B. Hayes, som republikanernes præsidentkandidat ved præsidentvalget i USA 1876.
1884 udkom Alonzo B. Cornells biografi over faderen Ezra Cornell.